# Ibiam
Ibiam is een gemeente in de Braziliaanse deelstaat Santa Catarina. De gemeente telt 2.060 inwoners (schatting 2009).

## Aangrenzende gemeenten
De gemeente grenst aan Campos Novos, Herval d'Oeste, Ibicaré en Tangará.